# 1890-е годы
1890-е (ты́сяча восемьсо́т девяно́стые) го́ды по григорианскому календарю — промежуток времени с 1 января 1890 года по 31 декабря 1899 года, включающий 1890 год 9-го десятилетия   и с 1891 по 1899 годы    10-го десятилетия XIX века 2-го тысячелетия.  Они закончились 126 лет назад.
Считаются частью «Прекрасной эпохи» — периода относительного мира и стабильности в Европе и Северной Америке. Несмотря на это, в других частях света произошло несколько кровопролитных войн, в частности Англо-Бурская, во многом предвосхитившая Первую мировую. Окончание Долгой депрессии приводит к подъёму европейской и американской экономик. Также именно в этот период были совершены многие важные изобретения, в частности кинематограф и радио, и были основаны Олимпийские игры. В литературе появились классические произведения в жанрах научной фантастики и детектива.

## Важнейшие события

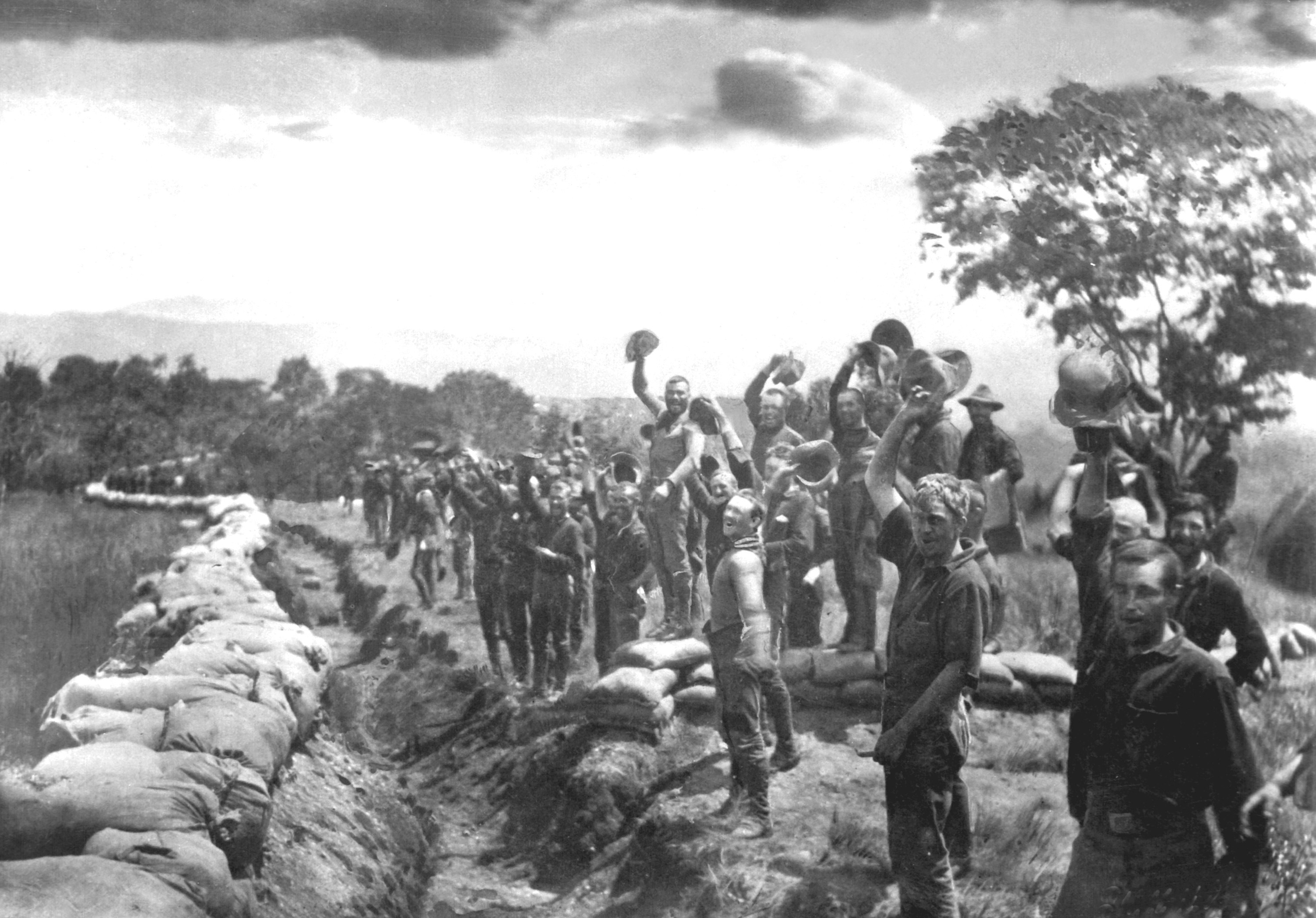
Американские солдаты после сдачи Сантьяго. Куба, 1898

- Панамериканский союз создан (1890). Антимонопольный акт Шермана (1890). «Бойня на ручье Вундед-Ни» (1890), в ходе Индейских войн (1622—1918). Открытие месторождений нефти в Лос-Анджелесе (1892; Los Angeles City Oil Field). Основана компания AT&T (1899).
- Франко-русский союз (1891—1917). Панамский скандал во Франции (1892). Франко-малагасийские войны (1883—1896). Франко-дагомейские войны (1890; 1892—1894). Дело Дрейфуса (1894). Фашодский кризис (1898). Основана компания Renault (1898).
- Гражданская война в Чили (1891). Аргентино-чилийская гонка морских вооружений[англ.]. Иммиграция в Аргентину.
- Голод в России (1891—1892).
- Крестьянское восстание в Корее (1893—1895). Убийство королевы Мин (1895). Корея преобразована в империю (1897—1910).
- Японо-китайская война (1894—1895) привела к поражению Китая. Тайвань присоединён к Японии (1895—1945). Подписанный Симоносекский договор был пересмотрен под давлением Тройственной интервенции Германии, России и Франции. Россия получила в аренду Порт-Артур и право строительство к нему железной дороги по китайской территории (1898; Русско-китайская конвенция).
- Убийства президента Франции Карно (1894), шаха Ирана Насреддин-шаха (1896), императрицы Австро-Венгрии Елизаветы Баварской (1898).
- Массовые убийства армян (1894—1896)[1]. Первая греко-турецкая война (1897).
- Первая итало-эфиопская война (1895—1896). Италии, при поддержке Англии, не удалось оккупировать Эфиопию, поддерживаемую Россией и Францией.
- Золотая лихорадка на Аляске (1896; Колондайк).
- Филиппинская революция (1896—1898) против испанского господства была поддержана США. В результате Испано-американской войны (1898) Филиппины, Куба, Пуэрто-Рико перешли под контроль США по Парижскому мирному договору. Филиппино-американскую войну (1899—1902/1913) начали не получившие независимость филиппинцы. Гавайи присоединены к США (1898).
- Гаагская конвенция (1899).
- «Боксёрское восстание» (1899—1901) спровоцировало вторжение в Китай Альянса восьми держав, который подавил восстание и принудил китайское правительство принять «Заключительный протокол». «Политика открытых дверей» США проводимая в Китае (1899—1949).
- Тысячедневная война в Колумбии между сторонниками консервативной и либеральной партий (1899—1902).
- Англо-бурская война (1899—1902) началась после того, как в Трансваале обнаружили богатейшие в мире золотоносные месторождения (1886). В войне получили широкое боевое применение обмундирование защитного цвета, рассыпной строй пехоты в ходе атаки, пулемёты, окопы, колючая проволока, бездымный порох, снайперская тактика, полевой телеграф, бронепоезда, концлагеря для гражданского населения.

## Культура

Церемония открытия Олимпийских игр

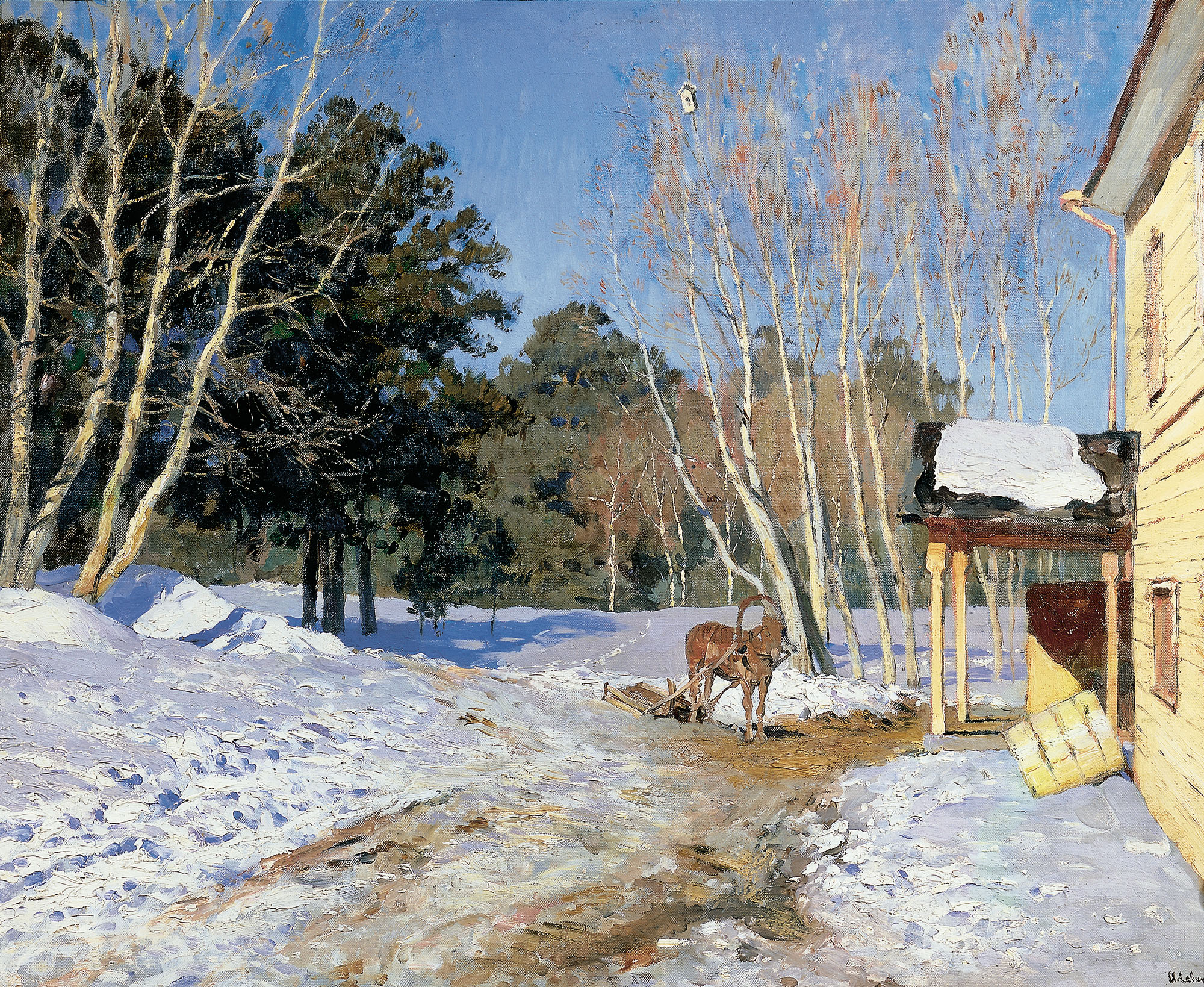
«Март» (1895; Левитан)

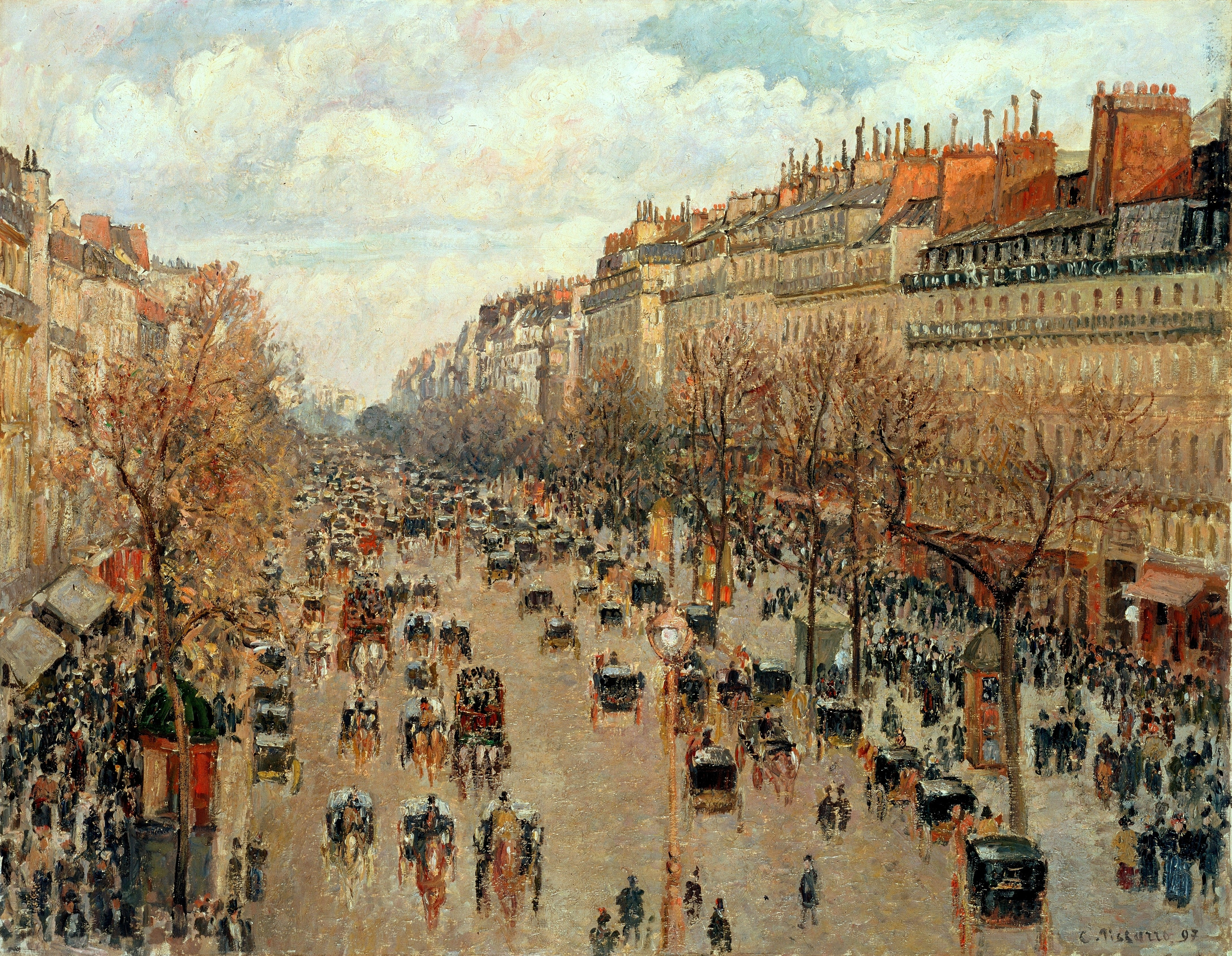
«Бульвар Монмартр. После полудня, солнечно» (1897; Писсарро)

- «Прекрасная эпоха» (1890—1914).
- «Конец века» (1890—1910).

### Живопись
- Левитан, Исаак Ильич (1860—1900) (Россия). «Вечерний звон» (1892).
- Айвазовский, Иван Константинович (1817—1900) (Россия). «Лунная ночь на Босфоре» (1894)
- Васнецов, Виктор Михайлович (1848—1926) (Россия). «Богатыри» (1898).
- Писсарро, Камиль (1830—1903) (Франция)
- Гоген, Поль (1848—1903) (Франция)
- Куинджи, Архип Иванович (1841—1910) (Россия)
- Моне, Клод (1840—1926) (Франция)

### Музыка
- Бородин, Александр Порфирьевич (1833—1887) (Российская империя). «Князь Игорь» (1890).
- Масканьи, Пьетро (1863—1945) (Италия). «Сельская честь» (1890).
- Дебюсси, Клод (1862—1918) (Франция). «Suite bergamasque» (1890).
- Форе, Габриель (1845—1924) (Франция). «Requiem» (1890).
- Массне, Жюль (1842—1912) (Франция). «Вертер» (1892).
- Чайковский, Пётр Ильич (1840—1893) (Российская империя). «Щелкунчик» (1892).
- Дворжак, Антонин (1841—1904) (Чехия). Симфония № 9 «Из Нового света» (1893).
- Аренский, Антон Степанович (1861—1906) (Российская империя). «Рафаэль» (1894).
- Штраус, Рихард (1864—1949) (Германия). «Так говорил Заратустра» (1896).
- Суза, Джон Филип (1854—1932) (США). «The Stars and Stripes Forever» (1894).
- Пуччини, Джакомо (1858—1924) (Италия). «Богема» (1896).
- Римский-Корсаков (1844—1908) (Россия). «Садко» (1897).
- Глазунов, Александр Константинович (1865—1936) (Российская империя). «Раймонда» (1898).

### Наука и техника

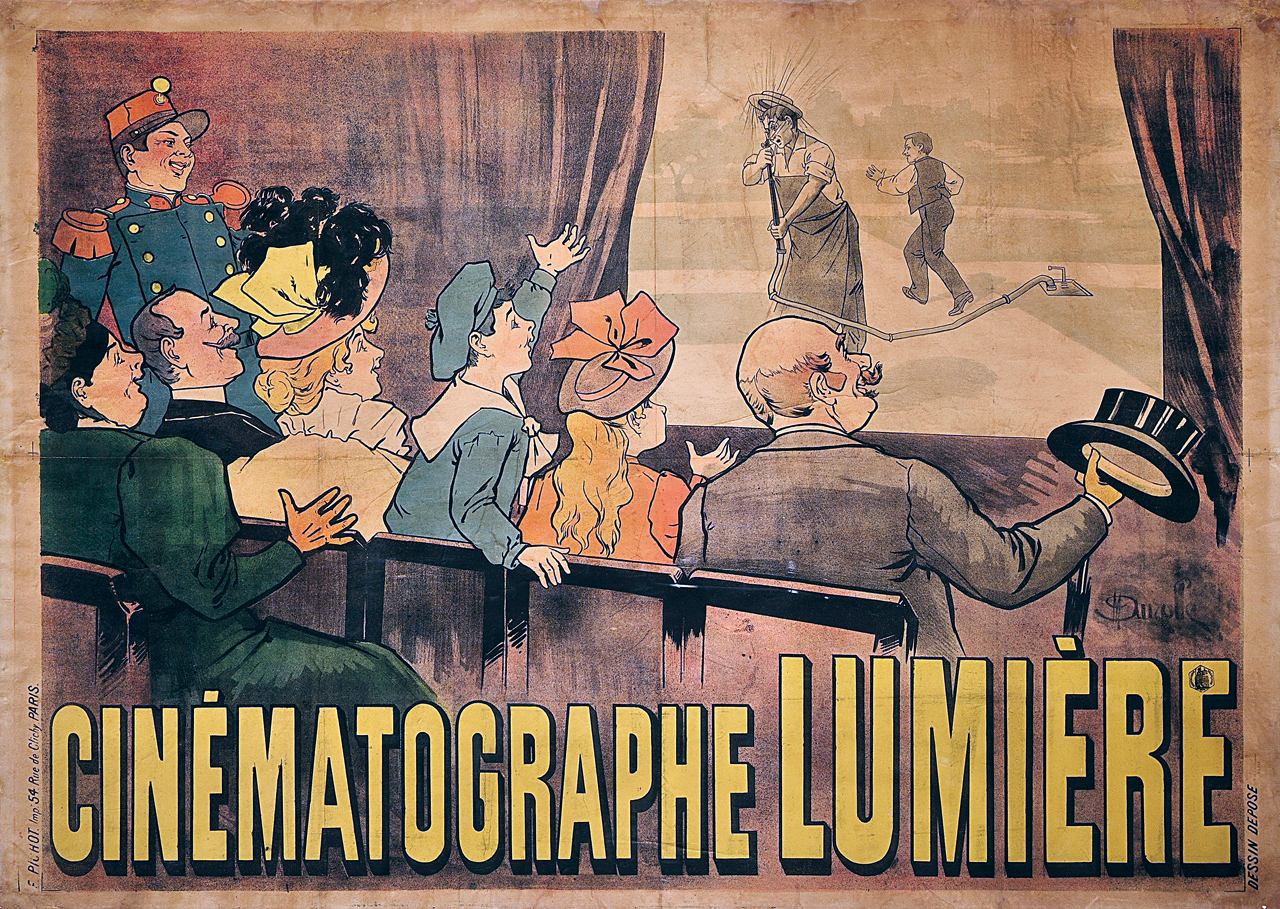
В 1890-е братья Люмьер начали первые киносеансы

- Эмпириокритицизм («Введение в критику чистого опыта» — 1890, Авенариус, Рихард).
- Табулятор (крупное применение — 1890; Холлерит)
- Автомобиль (классическая компоновка — 1891, Панар-Левассор; автобус с бензиновым двигателем — 1894, Карл Бенц; автомобиль с пневматическими шинами — 1895, Мишлен, Андре и Эдуард; грузовик и таксомотор — 1896, Готтлиб Даймлер; переднеприводной — 1897, Gräf & Stift; скорость свыше 100 км/ч — 1899, La Jamais Contente).
- Сосуд Дьюара для хранения сжиженных газов (1892, Джеймс Дьюар)
- Кинематограф (первый сеанс — 1895, братья Люмьер)
- Рентгеновское излучение (1895; Рёнтген)
- Радиоактивность (1896; Беккерель). Полоний и радий (1898; Кюри, Склодовская-Кюри)
- Электрон (1897, Томсон)
- Дизельный двигатель (патент — 1893; первый функционирующий образец — 1897, Рудольф Дизель)
- Радио (демонстрация беспроводных сигналов — 1893, Тесла; «грозоотметчик» Попова — 1895; массовый выпуск по патенту — 1898, Маркони)
- Давление электромагнитного излучения (эксперимент — 1899; Лебедев П. Н.).
- «Теория праздного класса» (1899; Торстейн Бунде Веблен; Демонстративное потребление).

### Спорт
- Изобретение баскетбола (1891).
- Международный союз конькобежцев (1892).
- Первые современные Олимпийские игры в Афинах (1896).